# Овёс
Овёс (лат. Avéna) — род однолетних травянистых растений семейства Злаки, или Мятликовые (Poaceae), включающий широко известный вид — овёс посевной, возделываемый в промышленных масштабах как пищевое и кормовое растение.

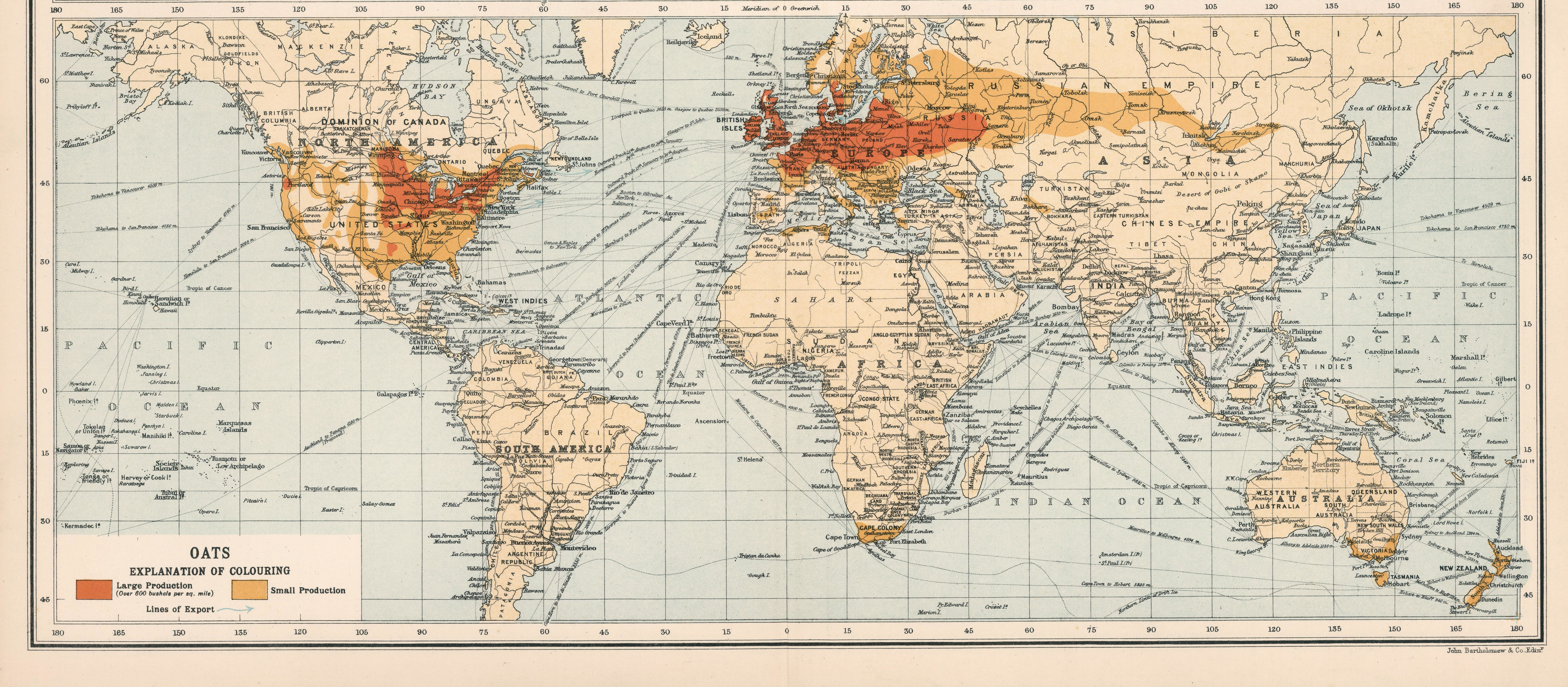
Мировая карта выращивания овса, 1907 г.

## Название
Русское название «овёс» родственно латинскому Avena, а также лит. avižà «овёс», греч. αἰγίλωψ «овсюг».

## Ботаническое описание
Однолетние травянистые растения.
Листья в почкосложении свёрнутые.

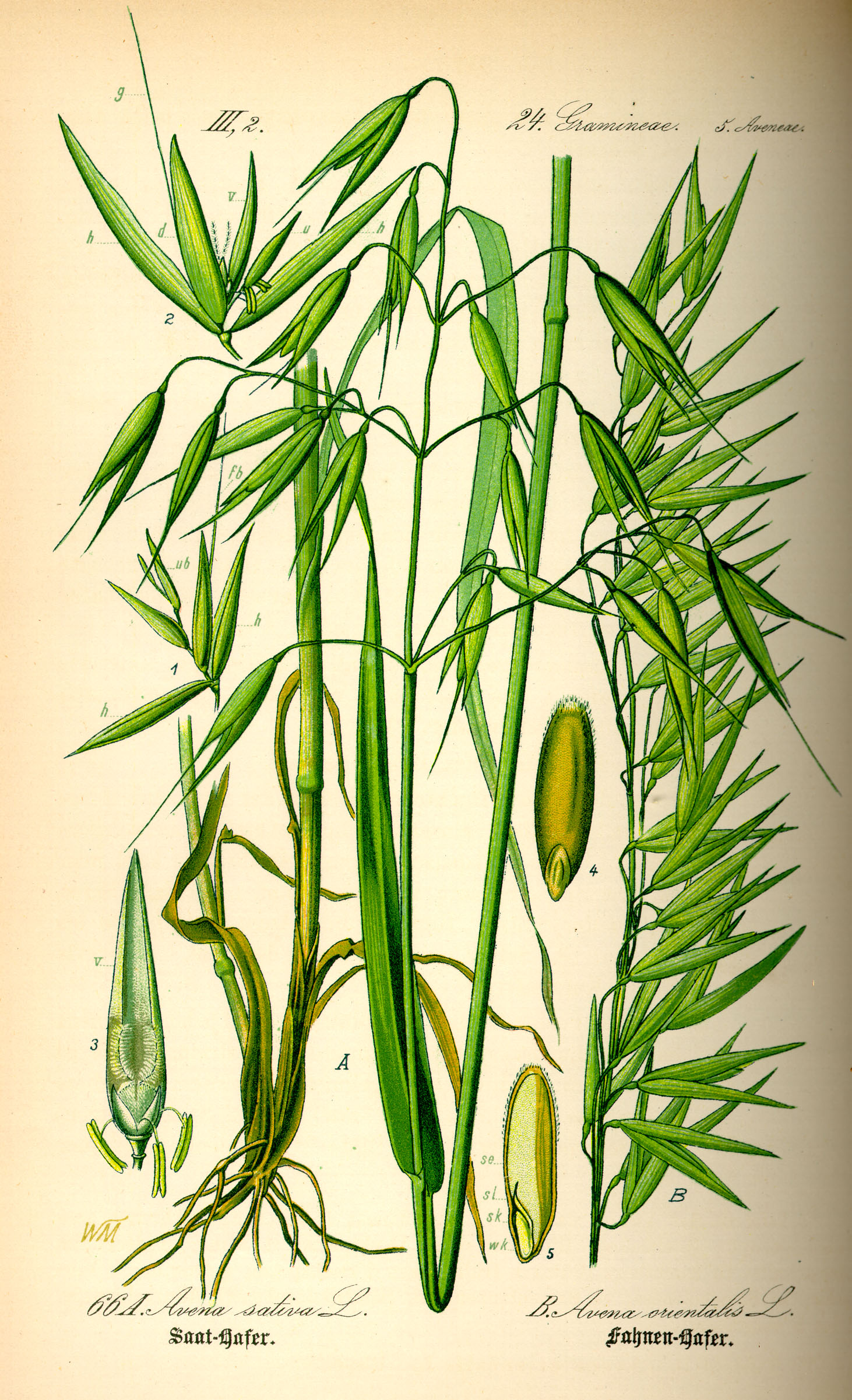
Овёс посевной (Avena sativa).

Соцветие — метёлка, состоящая из крупных, более-менее повисающих колосков с двумя-тремя цветками, сжатых с боков; колосковые чешуи крупные, на спинке закруглённые, без киля, с 7—11 жилками, по краю плёнчатые. Нижняя цветочная чешуя на верхушке более или менее надрезана, двузубчатая или двуостная, на спинке с крепкой остью, реже без ости. Завязь на верхушке волосатая; перистые рыльца выступают из основания или из середины колосков.
Плод — зерновка, плотно обвёрнут кожистой цветочной чешуёй и снабжён, по большей части, продольным желобком.

## Классификация
К роду относятся 26 видов, распространённых преимущественно в умеренных странах Старого Света, в Северной и Южной Америке видов очень мало. Виды овса разделяют на три уровня плоидности: ди-, тетра- и гексаплоидные группы, большинство из которых являются дикорастущими.
Род овса представлен культурными видами, которые имеют обширное применение в хозяйственной деятельности, и дикорастущими видами, интересными для исследований и селекции.
Самый важный вид овса с хозяйственной точки зрения — Овёс посевной (Avena sativa), или овёс кормовой, или овёс обыкновенный. Другие виды овса являются сорными растениями, среди них Овсюг (Avena fatua) — злостный сорняк.
По информации базы данных The Plant List, род включает 22 вида:
- Avena abyssinica Hochst. — Овёс абиссинский
- Avena aemulans Nevski
- Avena barbata Pott ex Link — Овёс бородатый
- Avena brevis Roth
- Avena byzantina K.Koch
- Avena chinensis (Fisch. ex Roem. & Schult.) Metzg.
- Avena clauda Durieu — Овёс сомнительный
- Avena eriantha Durieu
- Avena fatua L. — Овёс пустой, или Овсюг
- Avena × haussknechtii Nevski [= Avena sativa × Avena sterilis]
- Avena longiglumis Durieu
- Avena maroccana Gand. — Овёс марокканский
- Avena murphyi Ladiz.
- Avena nuda L. — Овёс голозёрный
- Avena prostrata Ladiz.
- Avena sativa L. — Овёс посевной
- Avena saxatilis (Lojac.) Rocha Afonso
- Avena sterilis L. — Овёс бесплодный
- Avena strigosa Schreb. — Овёс щетинистый
- Avena vaviloviana (Malzev) Mordv.
- Avena ventricosa Balansa
- Avena volgensis (Vavilov) Nevski — Овёс волжский

## Хозяйственное значение, применение
Овёс широко используется в пищевой промышленности. Растение отличается меньшей требовательностью к теплу и плодородию почвы, чем другие зерновые культуры, и хорошо переносит заморозки, овёс быстро развивает корневую систему, благодаря чему меньше других страдает от засухи. Ценность овса как продовольственной культуры определяет биохимический состав зерна, варьирующий в зависимости от вида растения. Качество белка выявляется по количеству глобулинов группы avenalin (70-80 % полного белка) в зёрнах.
В России в 2018 посевы овса 2,848 млн га 28,48 тыс. км² и урожай 4,7 млн тонн.